# Лучки (Смоленская область)
Лу́чки — деревня в Сафоновском районе Смоленской области России.  Входит в состав Пушкинского сельского поселения.
Население — 2 жителя (2007 год).
Расположена в центральной части области в 9 км к юго-востоку от города Сафонова, в 3 км южнее автодороги М1 «Беларусь», на берегу реки Перемча. В 2 км севернее от деревни железнодорожная станция Вышегор на линии Москва — Минск.

## История
В годы Великой Отечественной войны деревня была оккупирована гитлеровскими войсками в сентябре 1941 года, освобождена в 1943 году.

## Фотографии

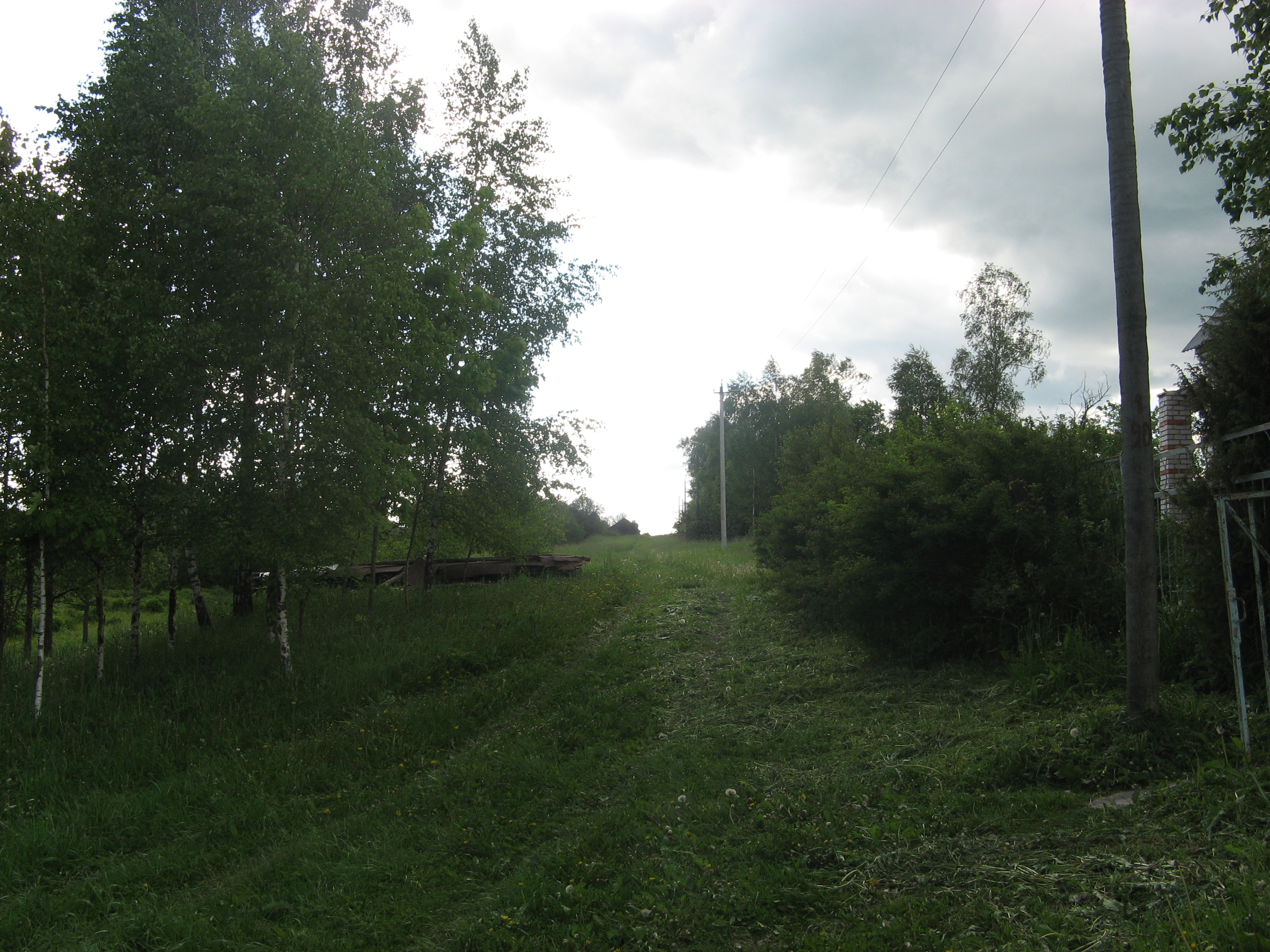
Единственная улица деревни

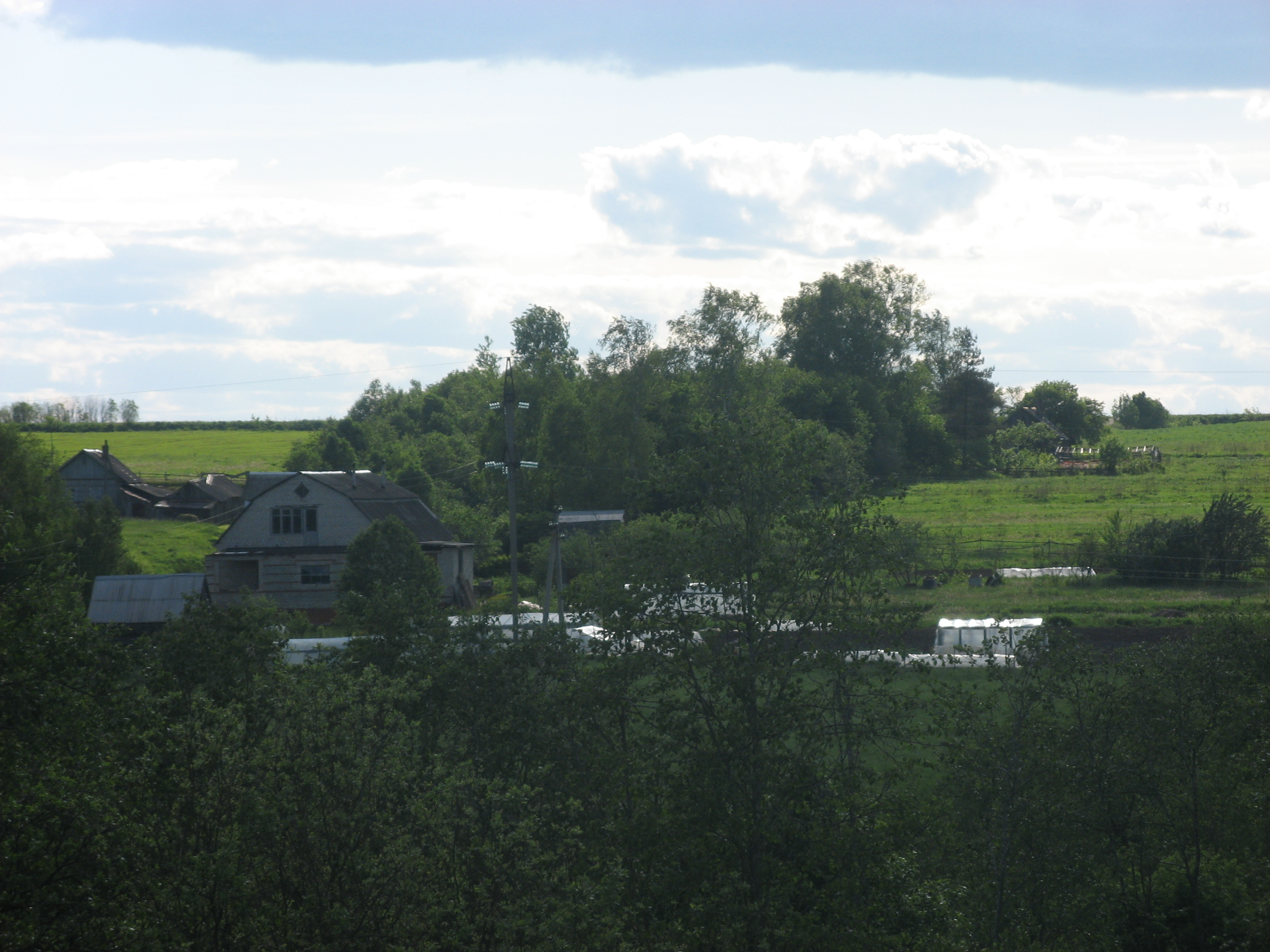
Вид на деревню со стороны Пушкина